# Titolo di città in Norvegia
Il termine lingua norvegese che attualmente indica la città è by. Precedentemente le città erano suddivise in kjøpstad ("Comune mercato") o ladested ("piccoli porti"), ognuno dei quali con specifici diritti. tali titoli vennero aboliti nel 1857 e la classificazione dei centri urbani in città fu completamente rivista nel 1952 sostituendo i titoli di kjøpstad e ladested con il generico titolo di by.
Dal 1º gennaio 1965 l'attenzione si è spostata dalla città alla municipalità. I comuni norvegesi erano suddivisi in bykommune (comune urbano) ed in herredskommune (comune rurale). Seguendo l'ISO 3166-2:NO è stato riordinato il sistema di classificazione dei comuni; fra il 1960 e il 1965 numerosi comuni norvegesi sono stati uniti e accorpati in un'unica unità amministrativa.
Fino al 1996 il titolo di città era conferito dal Ministero del governo locale e dello sviluppo regionale, mentre ora il titolo di città viene deciso e autoconferito dal comune stesso e accettato formalmente dallo stato. Dal 1997 un comune, per poter fregiarsi del titolo di città, deve possedere una popolazione non inferiore ai 5 000 abitanti; l'unica città che possiede una popolazione inferiore al limite predetto è Honningsvåg, che si fregiò del titolo prima che entrasse in vigore il limite di popolazione.

## Città della Norvegia

### Status di città acquisito sino al 1996
| Città        | Comune       | Contea          | Status di città dal | Popolazione |
| ------------ | ------------ | --------------- | ------------------- | ----------- |
| Ålesund      | Ålesund      | Møre og Romsdal | 1848                | 41,385      |
| Arendal      | Arendal      | Agder           | 1723                | 39,826      |
| Bergen       | Bergen       | Vestland        | 1070                | 252,051     |
| Bodø         | Bodø         | Nordland        | 1816                | 46,049      |
| Drammen      | Drammen      | Buskerud        | 1811                | 60,145      |
| Egersund     | Eigersund    | Rogaland        | 1798                | 13,418      |
| Farsund      | Farsund      | Agder           | 1795                | 9,392       |
| Flekkefjord  | Flekkefjord  | Agder           | 1842                | 8,918       |
| Florø        | Flora        | Vestland        | 1860                | 8,296       |
| Fredrikstad  | Fredrikstad  | Østfold         | 1567                | 71,976      |
| Gjøvik       | Gjøvik       | Innlandet       | 1861                | 27,500      |
| Grimstad     | Grimstad     | Agder           | 1816                | 19,809      |
| Halden       | Halden       | Østfold         | 1665                | 28,063      |
| Hamar        | Hamar        | Innlandet       | 1848                | 27,593      |
| Hammerfest   | Hammerfest   | Finnmark        | 1789                | 9,261       |
| Harstad      | Harstad      | Troms           | 1904                | 23,242      |
| Haugesund    | Haugesund    | Rogaland        | 1854                | 31,738      |
| Holmestrand  | Holmestrand  | Vestfold        | 1752                | 9,515       |
| Horten       | Horten       | Vestfold        | 1858                | 24,671      |
| Hønefoss     | Ringerike    | Buskerud        | 1852                | 13,930      |
| Kongsberg    | Kongsberg    | Buskerud        | 1624                | 23,997      |
| Kongsvinger  | Kongsvinger  | Innlandet       | 1854                | 17,380      |
| Kristiansand | Kristiansand | Agder           | 1641                | 80,000      |
| Kristiansund | Kristiansund | Møre og Romsdal | 1742                | 22,661      |
| Larvik       | Larvik       | Vestfold        | 1671                | 41,221      |
| Lillehammer  | Lillehammer  | Innlandet       | 1842                | 25,070      |
| Mandal       | Mandal       | Agder           | 1921                | 13,840      |
| Molde        | Molde        | Møre og Romsdal | 1742                | 24,421      |
| Moss         | Moss         | Østfold         | 1720                | 28,800      |
| Namsos       | Namsos       | Trøndelag       | 1845                | 12,426      |
| Narvik       | Narvik       | Nordland        | 1902                | 18,512      |
| Notodden     | Notodden     | Telemark        | 1913                | 12,359      |
| Oslo         | Oslo         | Oslo            | 1000                | 856,915     |
| Porsgrunn    | Porsgrunn    | Telemark        | 1842                | 33,550      |
| Risør        | Risør        | Agder           | 1630                | 6,938       |
| Sandefjord   | Sandefjord   | Vestfold        | 1845                | 42,333      |
| Sandnes      | Sandnes      | Rogaland        | 1860                | 63,032      |
| Sarpsborg    | Sarpsborg    | Østfold         | 1839 (1016)         | 50,115      |
| Skien        | Skien        | Telemark        | 1000                | 50,595      |
| Stavanger    | Stavanger    | Rogaland        | 1125                | 121,325     |
| Steinkjer    | Steinkjer    | Trøndelag       | 1857                | 20,672      |
| Tromsø       | Tromsø       | Troms           | 1794                | 64,782      |
| Trondheim    | Trondheim    | Trøndelag       | 997                 | 168,257     |
| Tønsberg     | Tønsberg     | Vestfold        | 871                 | 38,914      |
| Vadsø        | Vadsø        | Troms           | 1833                | 6,187       |
| Vardø        | Vardø        | Finnmark        | 1789                | 2,396       |

### Status di città acquisito dopo il 1996
| Città        | Comune       | Contea          | Status di città dal                    | Popolazione |
| ------------ | ------------ | --------------- | -------------------------------------- | ----------- |
| Alta         | Alta         | Finnmark        | 1999                                   | 17,440      |
| Askim        | Askim        | Østfold         | 1996                                   | 14,703      |
| Brekstad     | Ørland       | Trøndelag       | 2005                                   | 1,865       |
| Brevik       | Porsgrunn    | Telemark        | 1845-1963 riguadagnato successivamente | 2,700       |
| Bryne        | Time         | Rogaland        | 2001                                   | 9,627       |
| Brønnøysund  | Brønnøy      | Nordland        | 1923-1963 riguadagnato nel 2000        | 5,000       |
| Drøbak       | Frogn        | Akershus        | 1842-1961 riguadagnato 2006            | 13,358      |
| Elverum      | Elverum      | Innlandet       | 1996                                   | 18,992      |
| Fauske       | Fauske       | Nordland        | 1998                                   | 6,000       |
| Fagernes     | Nord-Aurdal  | Innlandet       | 2007                                   | 1,762       |
| Finnsnes     | Lenvik       | Troms           | 2000                                   | 5,500       |
| Fosnavåg     | Herøy        | Møre og Romsdal | 2000                                   |             |
| Førde        | Førde        | Vestland        | 1997                                   | 9,248       |
| Hokksund     | Øvre Eiker   | Buskerud        | 2002                                   | 8,000       |
| Honningsvåg  | Nordkapp     | Finnmark        | 1996                                   | 2,575       |
| Jørpeland    | Strand       | Rogaland        | 1998                                   |             |
| Kirkenes     | Sør-Varanger | Finnmark        | 1998                                   | 6,000       |
| Kolvereid    | Nærøy        | Trøndelag       | 2002                                   | 1,448       |
| Kopervik     | Karmøy       | Rogaland        | 1866-1964 riguadagnato nel 1996        | 9,000       |
| Kragerø      | Kragerø      | Telemark        | 1666-1959 riguadagnato di seguito      | 10,505      |
| Langesund    | Bamble       | Telemark        | 1765-1963 riguadagnato nel 1997        | 5,500       |
| Leirvik      | Stord        | Vestland        | 1997                                   | 11,342      |
| Leknes       | Vestvågøy    | Nordland        | 2002                                   | 10,764      |
| Levanger     | Levanger     | Trøndelag       | 1836-1961 riguadagnato successivamente | 18,355      |
| Lillesand    | Lillesand    | Agder           | 1830-1961 riguadagnato successivamente | 8,952       |
| Lillestrøm   | Skedsmo      | Akershus        | 1997                                   | 14,000      |
| Lyngdal      | Lyngdal      | Agder           | 2001                                   | 7,216       |
| Mo i Rana    | Rana         | Nordland        | 1923-1963 riguadagnato successivamente | 17,750      |
| Mosjøen      | Vefsn        | Nordland        | 1875-1961 riguadagnato successivamente | 10,000      |
| Mysen        | Eidsberg     | Østfold         | 1996                                   |             |
| Måløy        | Vågsøy       | Vestland        | 2004                                   | 3,003       |
| Odda         | Odda         | Vestland        | 2004                                   | 7,468       |
| Otta         | Sel          | Innlandet       | 2000                                   | 2,750       |
| Rjukan       | Tinn         | Telemark        | 1996                                   | 3,386       |
| Sandnessjøen | Alstahaug    | Nordland        | 1999                                   | 5,716       |
| Sandvika     | Bærum        | Akershus        | 2003                                   | 108,144     |
| Sauda        | Sauda        | Rogaland        | 1999                                   | 4,878       |
| Ski          | Nordre Follo | Akershus        | 2004                                   | 26,588      |
| Skudeneshavn | Karmøy       | Rogaland        | 1857-1964 riguadagnato successivamente | 5,000       |
| Sortland     | Sortland     | Nordland        | 1997                                   | 9,509       |
| Stathelle    | Bamble       | Telemark        | 1774-1963 riguadagnato nel 1997        | 8,000       |
| Stavern      | Larvik       | Vestfold        | 1946-1988 riguadagnato nel 1999        | 3,000       |
| Ulsteinvik   | Ulstein      | Møre og Romsdal | 2000                                   | 5,156       |
| Verdalsøra   | Verdal       | Trøndelag       | 1998                                   | 7,396       |
| Åkrehamn     | Karmøy       | Rogaland        | 2002                                   |             |
| Åndalsnes    | Rauma        | Møre og Romsdal | 1996                                   | 3,000       |

### Ex città
| Città        | Comune  | Contea    | Status di città dal |
| ------------ | ------- | --------- | ------------------- |
| Holmsbu      | Hurum   | Buskerud  | 1847-1964           |
| Hvitsten     | Vestby  | Akershus  | 1837-1964           |
| Hølen        | Vestby  | Akershus  | 1837-1943           |
| Røros        | Røros   | Trøndelag | 1683                |
| Setermoen    | Bardu   | Troms     | 1999                |
| Sogndal      | Sokndal | Rogaland  | 1798-1944           |
| Son          | Vestby  | Akershus  | 1604-1963           |
| Åsgårdstrand | Horten  | Vestfold  | 1650-1964           |